# 広末奈緒
広末 奈緒（ひろすえ なお、1979年12月29日 - ）は、日本の元AV女優。東京都出身。

## 略歴
- 1999年3月：AVデビュー。

- 2003年3月：上條れんに改名。その後、 桜咲れんに改名。

- 2004年5月：引退。

## 作品

### アダルトビデオ
1999年
- 秘め恥め2 （3月31日、シャイ）
- 刹那 （4月23日、シネマジック）
- kissしていいよ。 （5月21日、シャイ）
- 淫らな唇 （6月25日、シネマジック）
- 未完熟 はみだしなっちゃん （7月15日、シャイ）
- NEO出血大制服 （11月15日（レンタル） / 2000年4月21日（セル）、アトラス21）
- 素直な気持ち （ビッグモーカル）
- 極限のマリア （12月25日）

2000年
- 女尻 （1月21日、アリスJAPAN）
- 危ない密室 （2月25日、アリスJAPAN）
- Last Century of HIRO （4月28日、TMA）
- 初めてのDeep kiss 90分スペシャル VOL.2 （7月20日、ハムレット）
- 淫語少女 （8月20日、ハムレット）
- 広末奈緒の少年狩り BOY-HUNT （9月5日、ハムレット）
- 広末奈緒の音 Fuckin on （10月20日、ハムレット）
- 淫女 広末奈緒 （11月5日、ハムレット）
- アイドルザーメン VOL.2 （11月20日、ハムレット）

2001年
- コスプレ広末 （1月21日、TMA）
- 人間廃業 （2月28日（レンタル） / 6月22日（セル）、アリスJAPAN）
- Angel　（4月1日、アイデアポケット）
- うわさの二人（レンタル） / うわさの2人（セル） （4月16日（レンタル） / 10月19日（セル） 、マックス・エー） - 共演:聖さやか
- 早熟痴女 （4月25日、グローリークエスト）
- 聖水レイプ 広末奈緒 （6月15日、ネクストイレブン）
- 子宮姦通 7[広末奈緒] （7月5日、アイルビークリエイト）
- 堕天使 X（レンタル） / 堕天使 X DELUXE（セル） （7月10日（レンタル） / 8月25日（セル）、宇宙企画（メディアステーション））
- 淫乱姉妹 （8月1日、MOODYZ） - 共演:くすのき琴美
- LOVE HOTEL （10月1日、ドリームチケット） - 他出演:池乃内るり、井上千尋
- ナースコール （10月1日、ドリームチケット） - 他出演:藤森加奈子、音咲絢
- 妹はガマンできない女子校生2 （10月26日、アリスJAPAN）
- こっちへおいでよ （11月9日、ビッグモーカル）
- 広末奈緒with23人オマ●コ隊とやる!男1対23のバトルロイヤル!上巻 （11月1日、オブテイン・フューチャー）
- 広末奈緒with23人オマ●コ隊とやる!男1対23のバトルロイヤル!下巻 （11月1日、オブテイン・フューチャー）
- 美姉妹屈辱の部屋 （12月14日、ディースリー） - 共演:望月ねね

2002年
- 東京メイド倶楽部Grande （2月14日、ドリームチケット） - 他出演:かぐやひめ、池乃内るり
- 青い性欲 （4月10日、ドグマ）
- 男根少女 （6月10日、ドグマ）
- 素人参加募集ビデオ 広末奈緒としてみませんか? （8月27日、V&Rプランニング）
- インラン女子校生たまちゃん （12月6日、SODクリエイト）…共演:川奈まり子、風間恭子、星田真波

2003年
- 広末奈緒の完全ハメ撮り （2月9日、素人倶楽部）
- スペレズ2 （6月20日、SODクリエイト） - 共演:泉星香

以下、発売日不明
- ヴァージナルラヴァー （帝国映像）
- スーパーバーチャオナ Theater VOL.4 （アルファーインターナショナル） - 他出演:奥菜亜美
- shake it! （オブテイン・フューチャー）
- 「猥褻淫乱調教」 愛玩調教奈緒 （オブテイン・フューチャー）

### 映画
2009年
- デモーニッシュな街から遠く離れて (日本アナログ・デジタル・ギャルド adg作品)　主演